# Semisi Sika
Semisi Kioa Lafu Sika (31 gennaio 1968) è un politico tongano.

## Biografia
Nato nel 1968, si è laureato presso la Brigham Young University–Hawaii in Business/Travel Management.
È stato insegnante alla Liahona High School dal 1995 fino al 1997; ha lavorato come manager per Five Star Travel dal 1998 al 2010 e come direttore per Kaimai Burgers dal 2006.
Fu eletto per la prima volta nell'Assemblea legislativa alle elezioni generali del novembre del 2010, nel ruolo di rappresentante del popolo nella circoscrizione di Tongatapu 2.